# Avenue Foch (Metz)
Pour les articles homonymes, voir Avenue Foch.
L’avenue Foch est une avenue du centre-ville de Metz

## Situation et accès
Elle relie l’avenue Joffre à l’avenue Jean-XXIII dans le quartier impérial qui mène à la gare.

## Origine du nom
L'avenue tient son nom en l'honneur de Ferdinand Foch, maréchal de France, le Généralissime de la Grande Guerre.

## Historique
Elle est construite pendant l’annexion à la suite du remplissage des fossés de la Seille et à la démolition des remparts au début du XXe siècle. Nommée Kaiser Wilhelm Ring jusqu’en 1918, l’avenue sert de transition entre la vieille ville et le nouveau quartier impérial en construction au sud. De 1940 à 1944, elle est nommée "Hermann Göring-Straße".

## Bâtiments remarquables et lieux de mémoire
- Chambre des métiers, style néo-Renaissance flamande en grès rose, architectes Gustav Oberthur et Ernst Priedat, 1909, au 1-3 avenue Foch[3] ;
- Chambre de commerce et d’industrie de la Moselle, au 10-12 avenue Foch ;
- villa Bleyler, au no 14, style néobaroque ponctué d’Art nouveau, architecte Ludwig Becker, 1904-1906 ;
- villa Wildenberger, au no 16, décor Jugenstill, architecte Karl Griebel, 1903 ;
- villa Wahn, au no 18, style néo-Renaissance, architecte Conrad Wahn, 1903 ;
- villa Linden, au no 20, style néo-Renaissance, architecte Scheden, 1905 ;
- villa Burger, dite Salomon, au no 22, style néorurale en pans de bois, architecte Eduard-Hermann Heppe, 1904 ;
- villa Lentz, au no 24, style néoclassique XVIIIe siècle, architectes Jules-Geoffroy Berninger et Gustave Kraft, 1904 ;
- la trésorerie générale de la Moselle au coin avec le 1 rue François de Curel, ancienne filiale de la Banque Internationale à Luxembourg, néo-classicisme français, architecte luxembourgeois Pierre Funck.

## Galerie

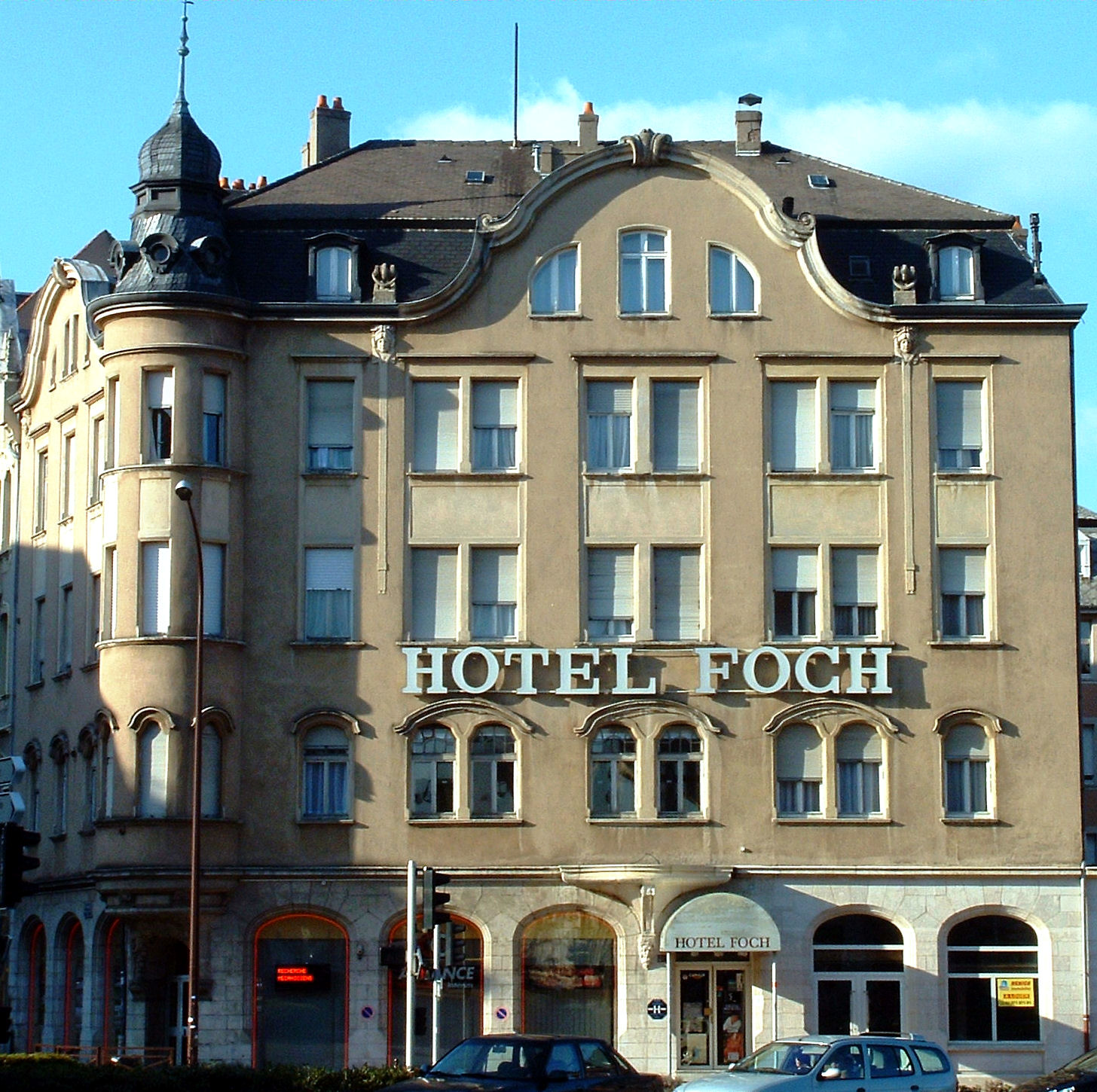
L’hôtel Foch, place Raymond-Mondon.
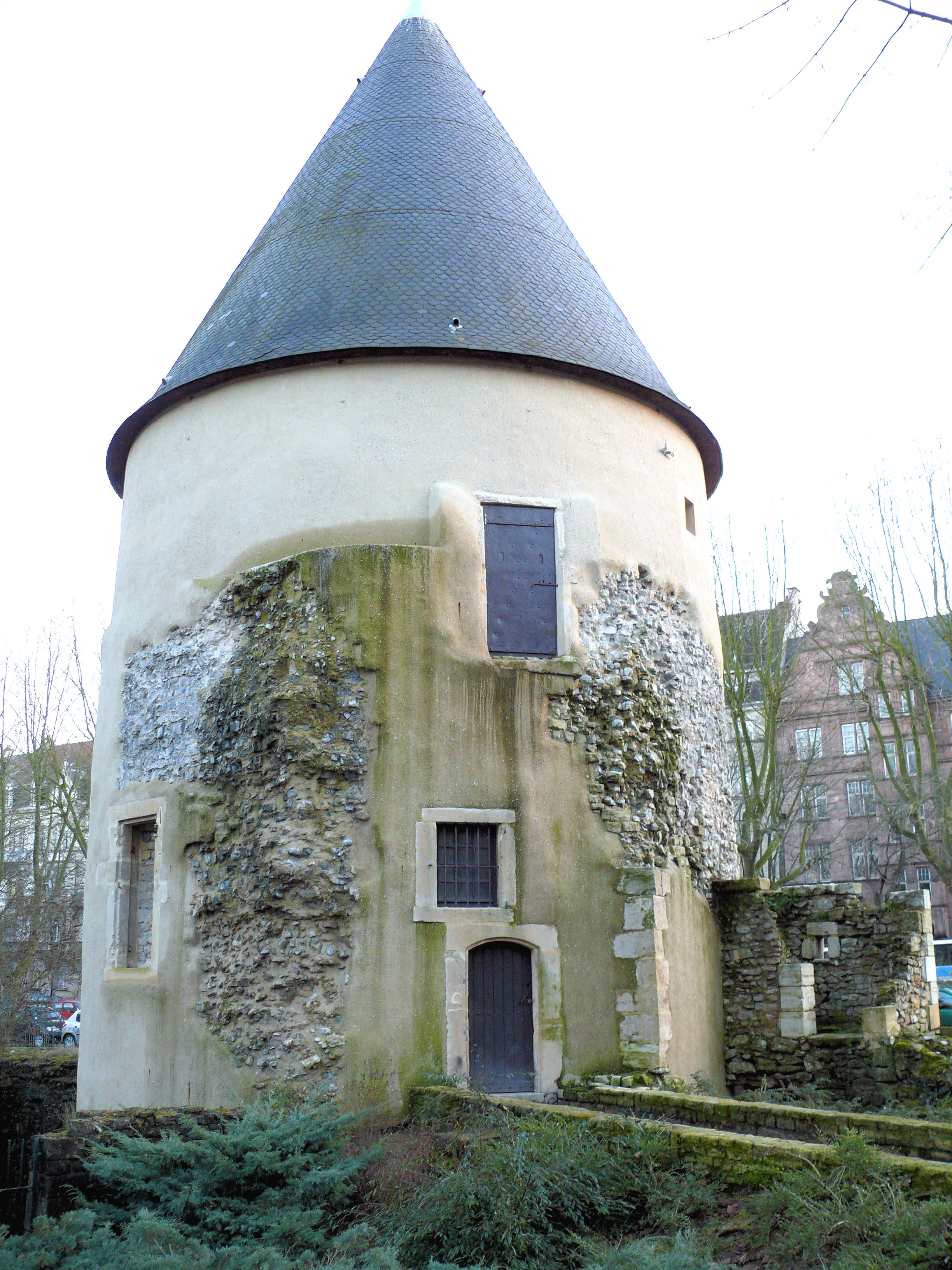
La tour Camoufle, datant du XVe siècle, marque le début de l’avenue.
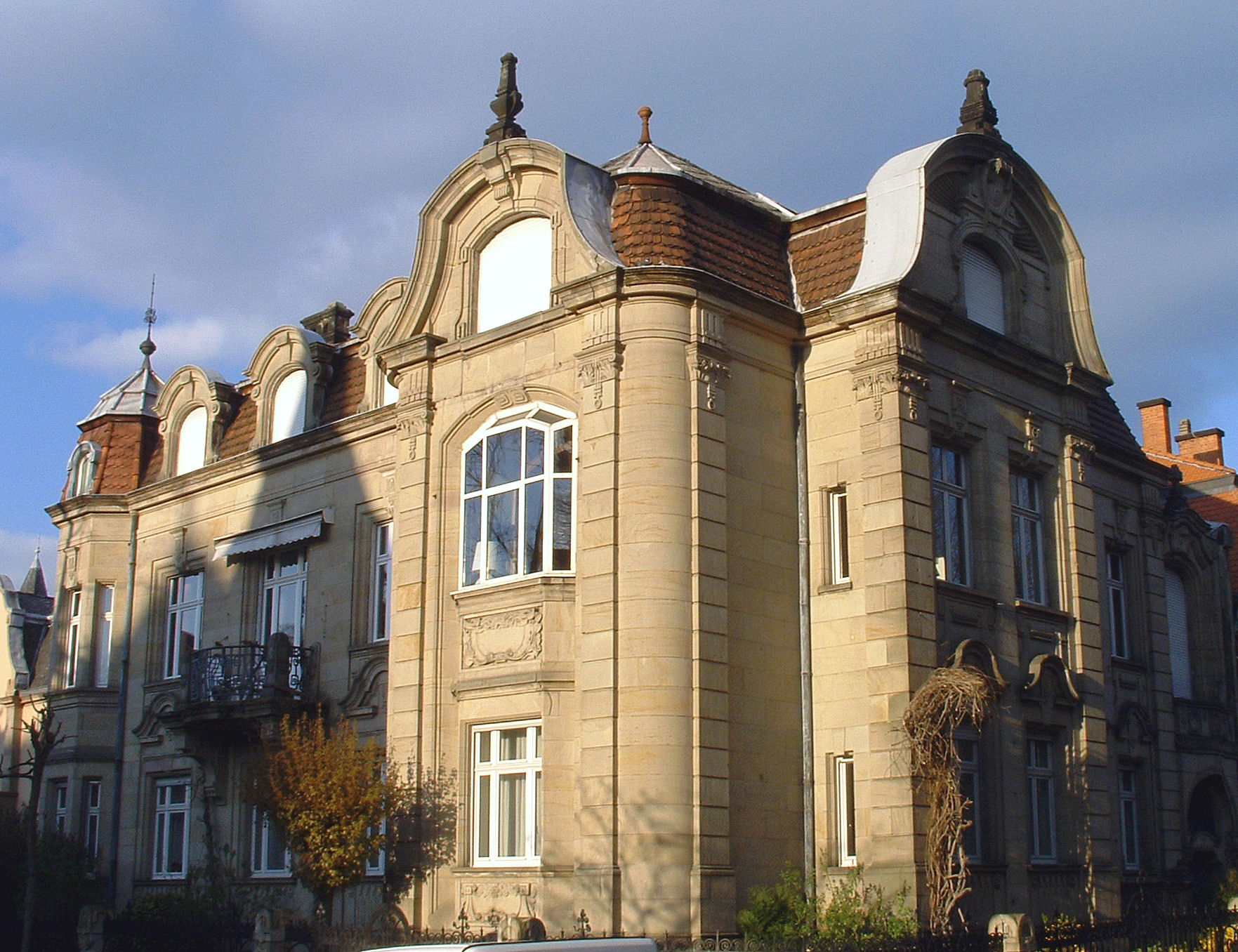
La villa moderne Bleyler.
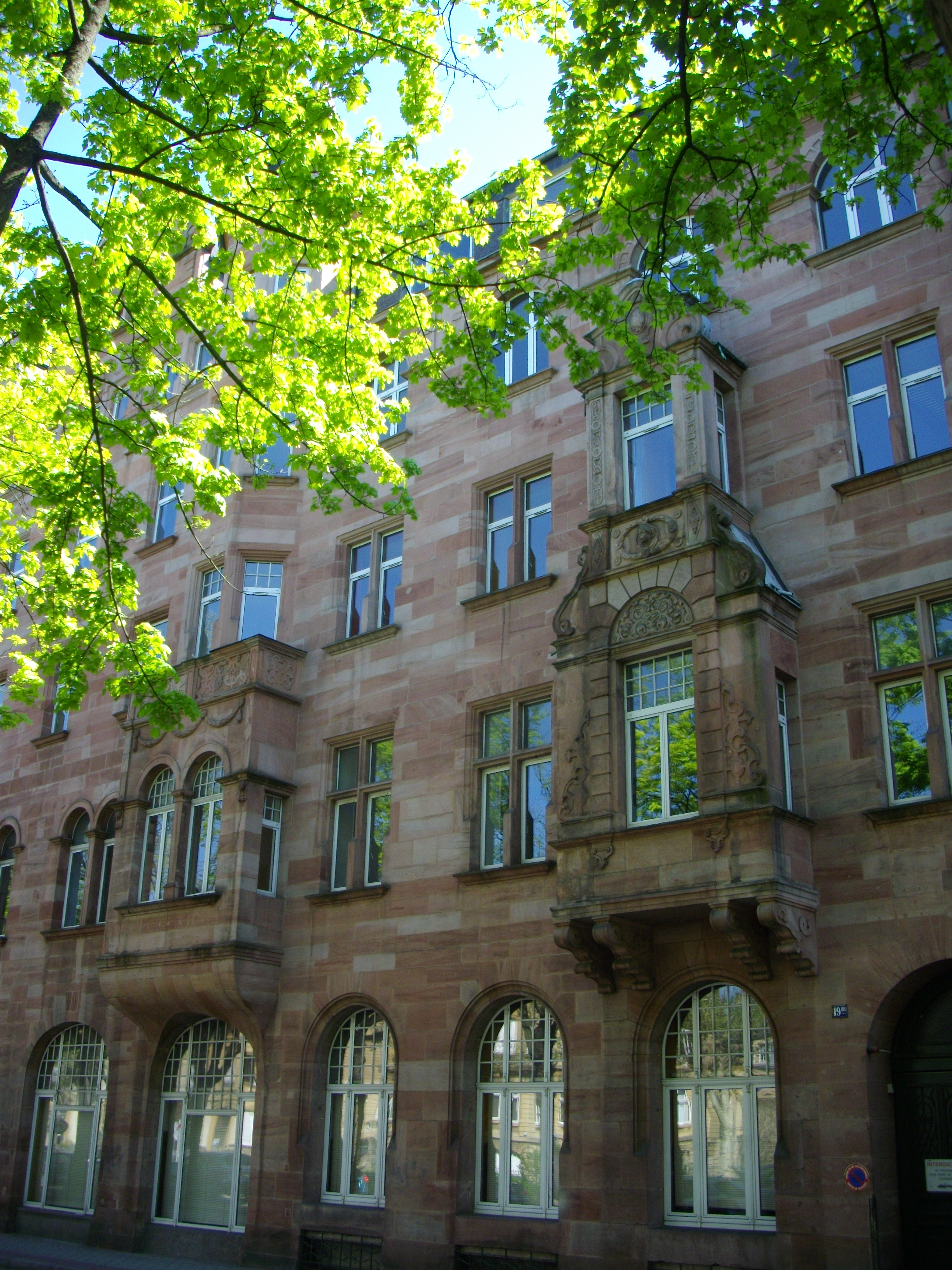
L’hôtel des mines, 19 bis avenue Foch.
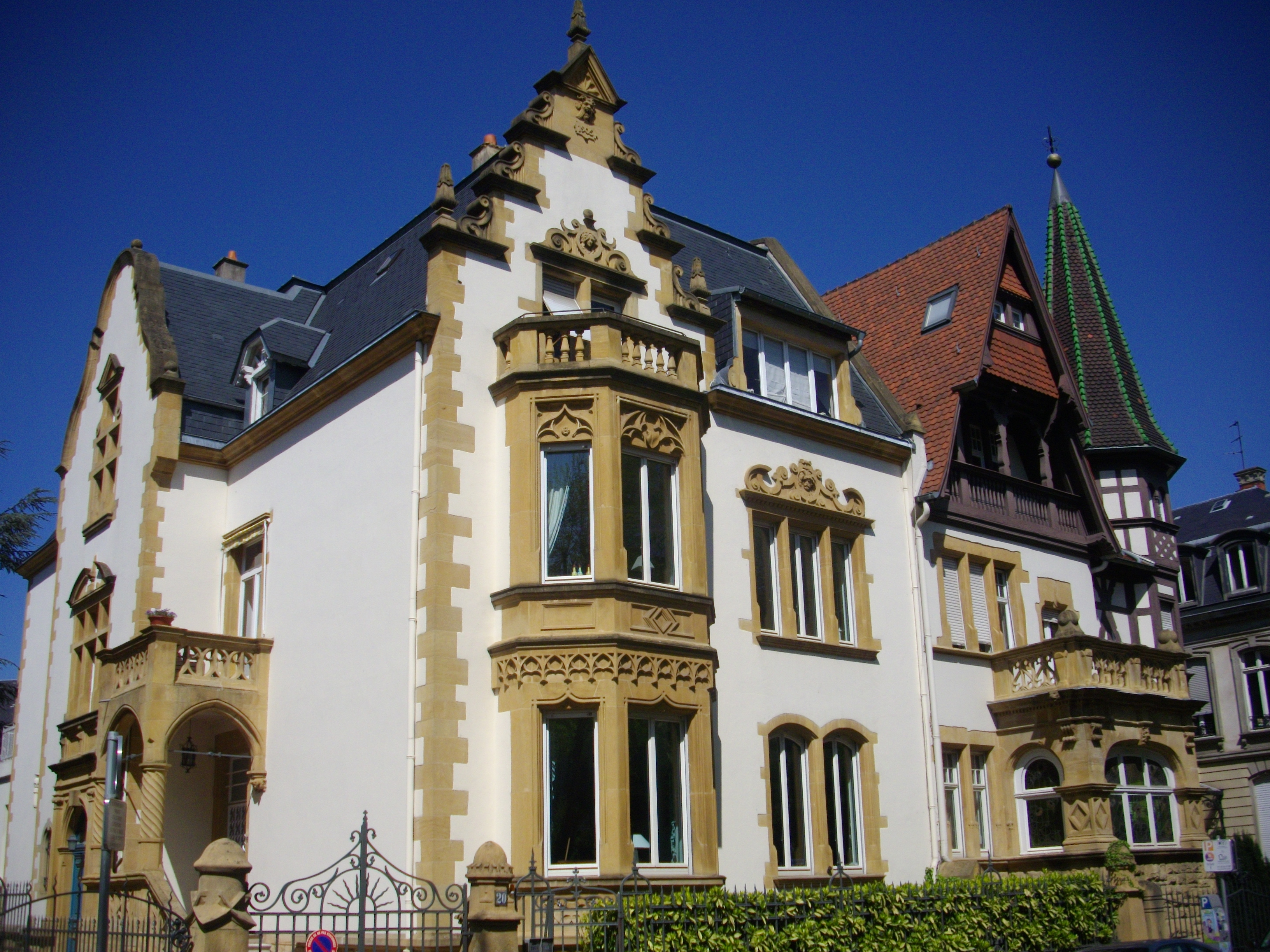
Villa inspirée de la Renaissance alsacienne.
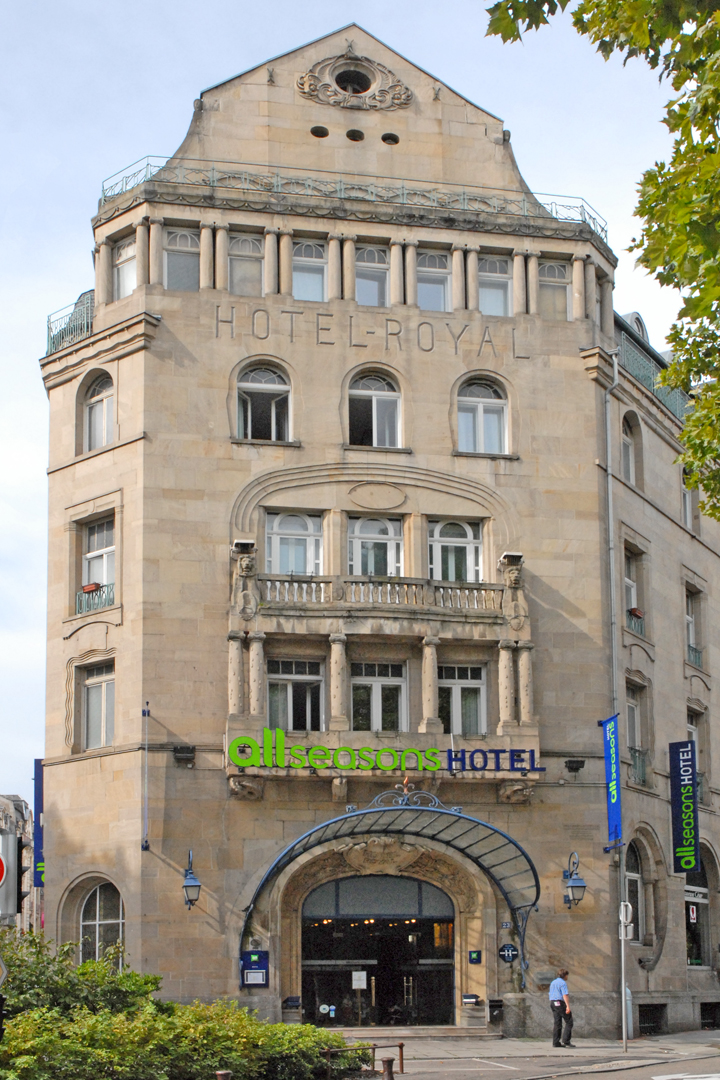
L’hôtel Royal, représentatif du Jugendstil allemand, à vocation moderniste.
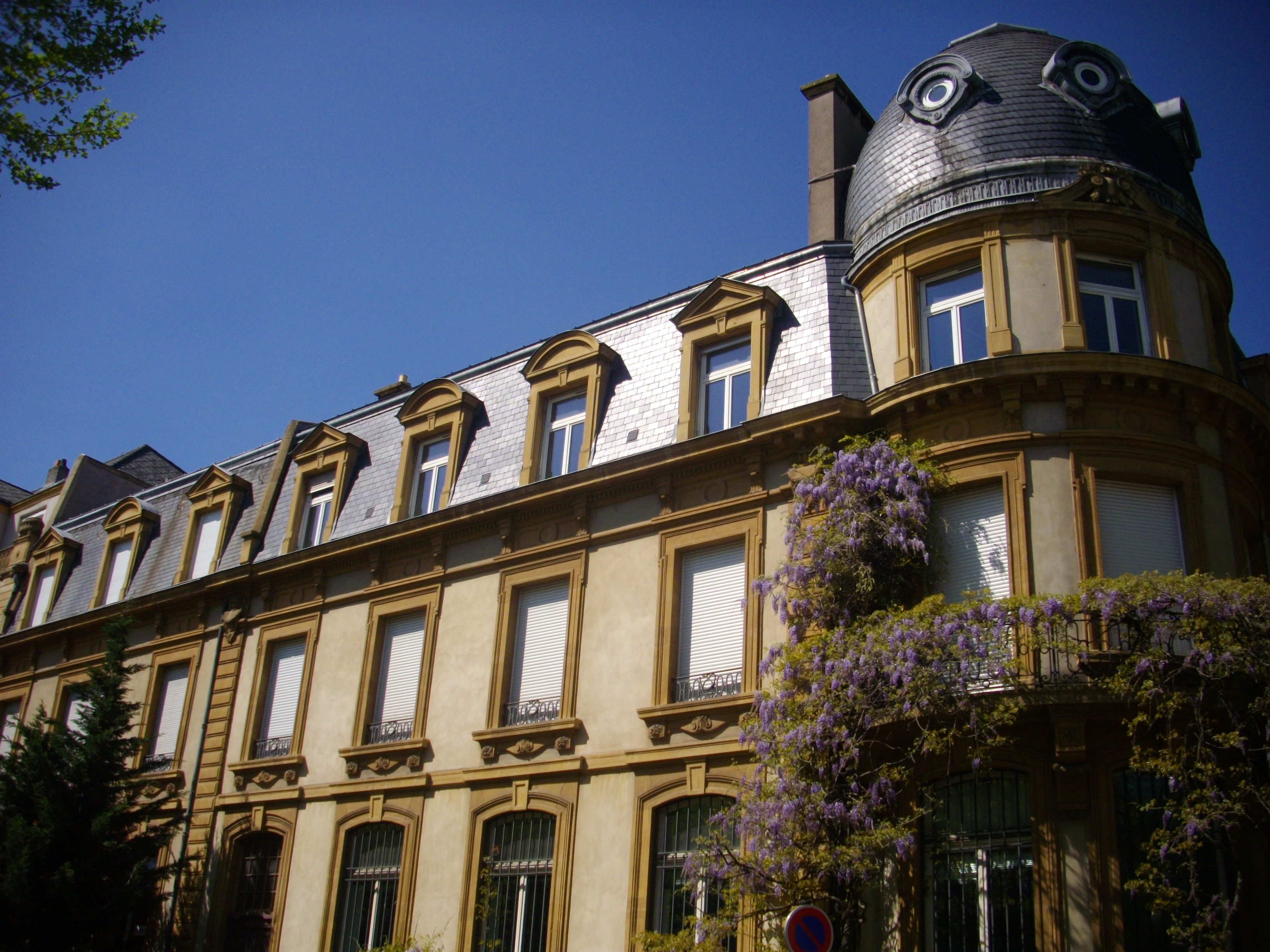
Immeuble de la trésorerie générale de Metz.
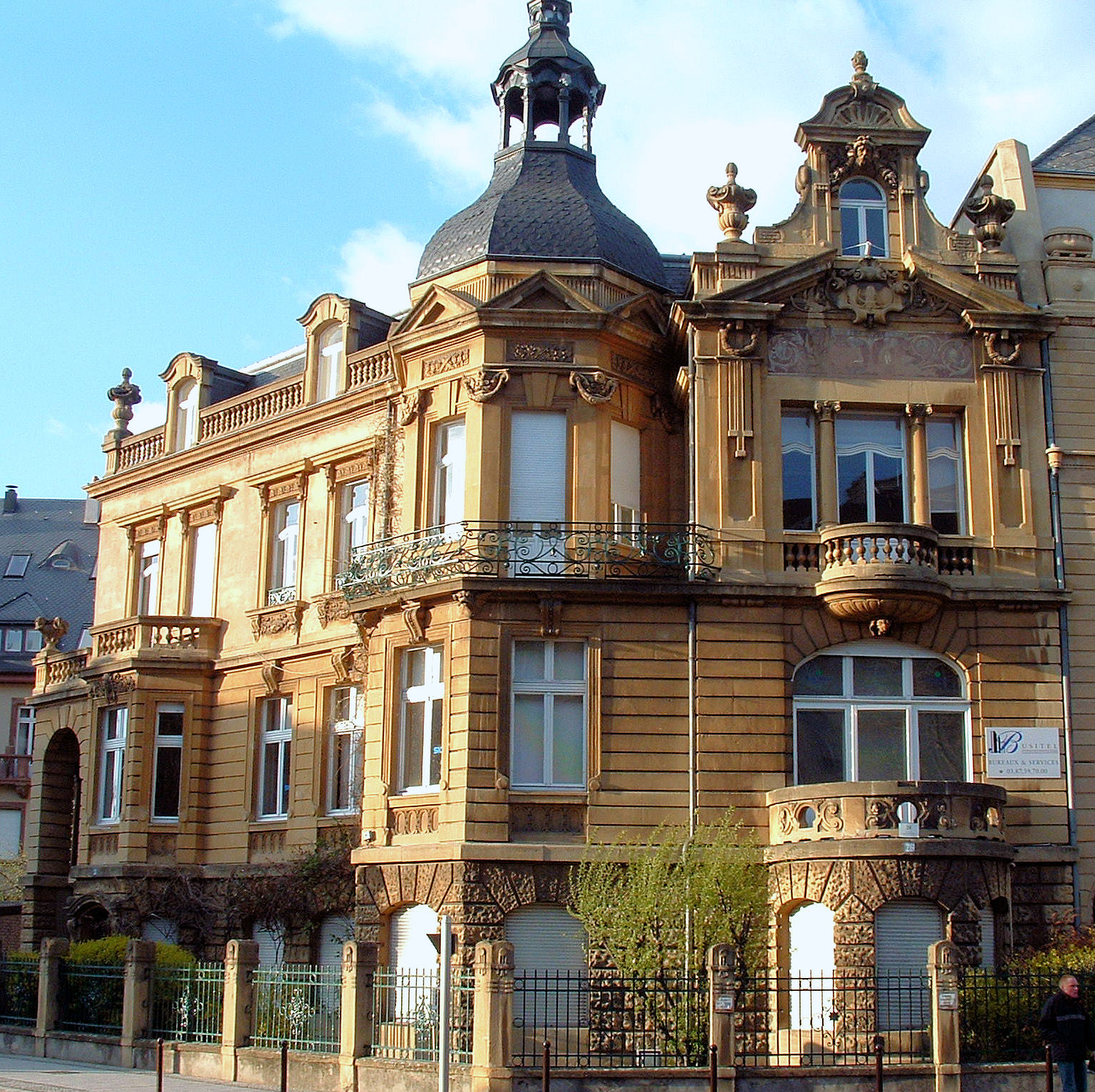
Maison à l’angle avec la rue Châtillon, menant à l’évêché de Metz.
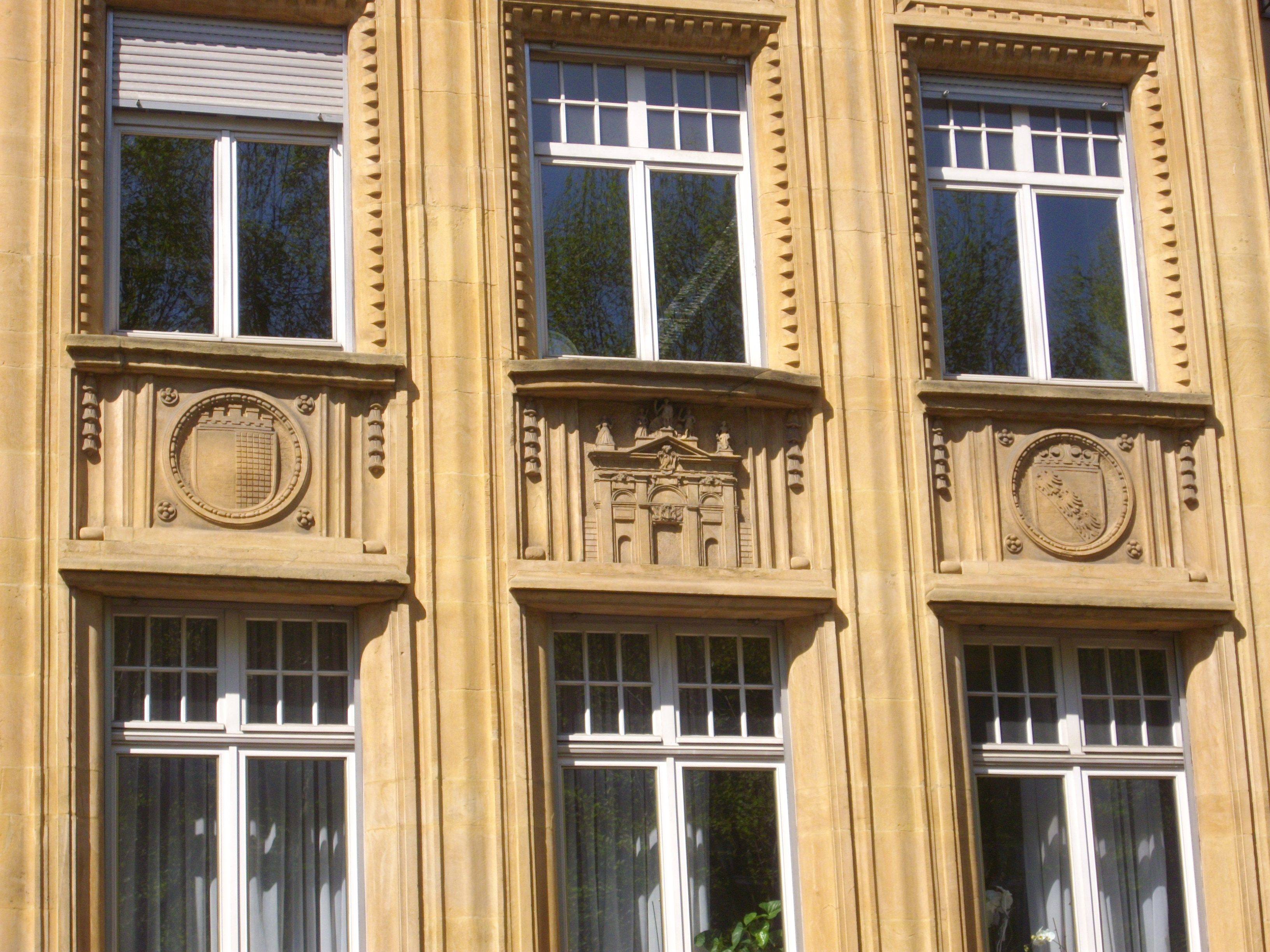
Détail du n°38, figurant l’ancienne porte Saint-Thiébault anciennement située à cet emplacement.
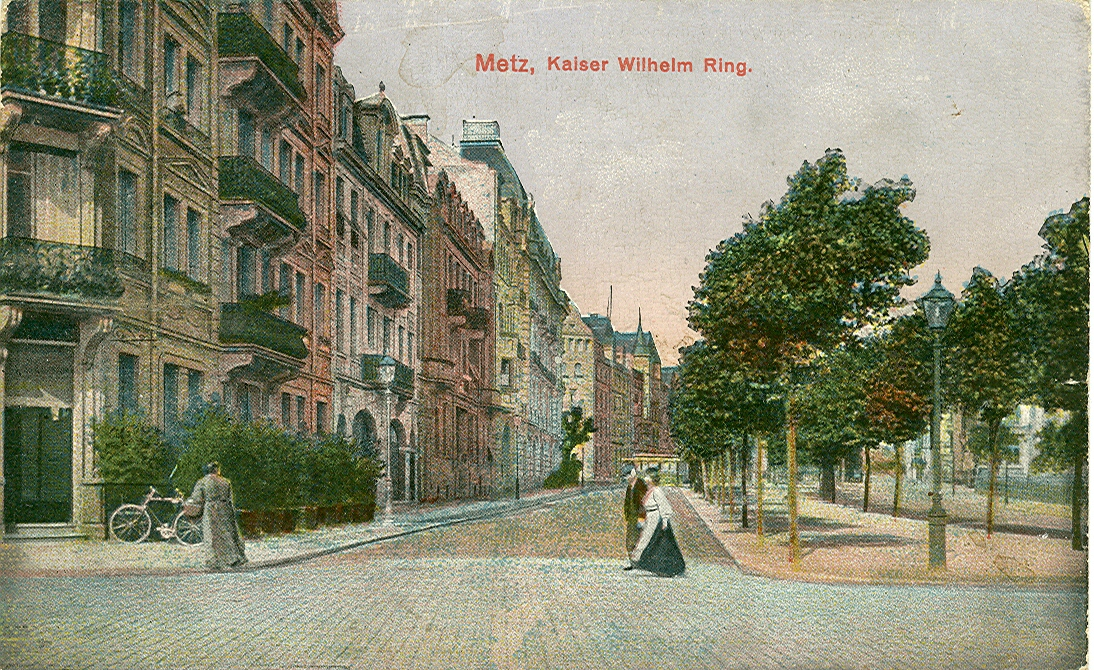
Le Kaiser-Wilhelm Ring en 1917.